# Phytoliriomyza rangalensis
Phytoliriomyza rangalensis este o specie de muște din genul Phytoliriomyza, familia Agromyzidae, descrisă de Spencer în anul 1975.
Este endemică în Sri Lanka. Conform Catalogue of Life specia Phytoliriomyza rangalensis nu are subspecii cunoscute.